# Habilitation familiale
En droit civil français, l'habilitation familiale est une mesure de protection juridique prononcée par le juge du contentieux de la protection permettant la protection par un membre de la famille d'une personne majeure souffrant d'une altération médicalement constatée de ses facultés mentales ou corporelles (si ces dernières empêchent l'expression de la volonté).
Il faut insister sur le terme « familial ». L'habilitation concerne les membres de la famille, en excluant les professionnels, notamment le mandataire judiciaire à la protection des majeurs (MJPM). Les proches pouvant être habilités sont : un parent, grand-parent, arrière-grand-parent, un enfant, petit-enfant, arrière-petit-enfant, un frère, une sœur, un(e) époux(se), un(e) partenaire de Pacs ou un(e) concubin(e)
L’habilitation familiale est régie par les articles 494-1 et suivants du Code civil français.
Instaurée en 2016 par l'ordonnance n°2015-1288 du 15 octobre 2015 portant simplification et modernisation du droit de la famille, l'habilitation familiale est une conséquence de la déjudiciarisation du droit de la famille en France. La loi du 23 mars 2019 a modifié l'habilitation familiale : elle ne la limite plus à un régime de représentation mais l'ouvre désormais à la possibilité d'une assistance.

## Ouverture de l'habilitation familiale
Avant de saisir le juge du tribunal judiciaire pour demander l'ouverture d'une habilitation familiale, il faut pouvoir fournir un certificat médical circonstancié,.
Le juge devra alors auditionner la personne concernée par la demande d'habilitation familiale. En cas de contrainte médicale, il peut ne pas procéder à cet entretien pour ne pas nuire à la personne. Il doit aussi s'assurer que les proches de la personne ne sont pas en désaccord avec la mesure.
Pour que le juge des tutelles envisage de prononcer une habilitation familiale, deux conditions sont impérativement requises : l'accord des membres de la famille pour ce régime de protection et un consensus quant à la personne qui sera désignée pour exercer l'habilitation.
Enfin, le juge statue sur la désignation de la ou des futures personnes habilitées et sur l'importance de leur habilitation.
Le juge peut transformer une demande d'habilitation familiale en demande de curatelle ou de tutelle. C'est à lui que revient cette décision quelle que soit la demande faite.

## Effets de la mesure
Il faut distinguer : l'habilitation familiale en représentation (la personne habilitée dispose d'un mandat proche de celui d'un tuteur) et l'habilitation familiale en assistance (la personne habilitée conseille et assiste la personne protégée comme pourrait le faire un curateur).
Ces deux formes d'habilitation se déclinent, soit de façon générale (la représentation ou l'assistance s'inscrivent pour une durée allant jusqu'à 10 ans, cette période pouvant être renouvelée), soit de façon limitée (pour la réalisation d'un acte juridique précis, par exemple la vente d'un bien immobilier ou l'acceptation d'une succession).

## Contrôle du juge des tutelles
Contrairement aux mesures de tutelle, de curatelle et de sauvegarde de justice avec mandat spécial, l'habilitation familiale ne nécessite pas de rendre de comptes au juge des tutelles. Dans ce sens, elle est plus simple et plus souple à exercer pour le membre de la famille désigné pour en gérer le mandat. Toutefois, elle doit être exercée dans le strict intérêt de la personne protégée, en conservant les justificatifs d'une gestion adaptée et bienveillante (en cas de contrôle du juge si des dysfonctionnements apparaissaient).
Le juge des tutelles doit cependant être obligatoirement saisi dans les situations suivantes :
- en cas de donation ;
- en cas de conflit d'intérêts ;
- pour autoriser la vente de la résidence principale de la personne protégée (ou pour la résiliation et la conclusion d'un bail locatif ;
- pour annuler ou revoir un acte que la personne protégée aurait posée de façon inconsidérée.

## La fin de l'habilitation familiale
On peut dénombrer cinq hypothèses mettant fin à une habilitation familiale :
- Le décès de la personne protégée par l'habilitation familiale ;
- La mise sous sauvegarde de justice, curatelle ou tutelle de la personne protégée ;
- Quand le juge ordonne la mainlevée sur la demande d'un proche ou du Procureur de la République ;
- À l'expiration du délai si l'habilitation n'a pas été renouvelé (10 ans) ;
- Après l'accomplissement de tous les actes pour lesquels l'habilitation avait été délivrée par le juge.